# Радослав (име)
Радослав је словенско мушко име, настало од префикса рад- и именице слава. Име може да има значење: "онај који се радо слави".

## Познати
- Радослав Батак (рођен 1977), црногорски фудбалер
- Радослав Брђанин (1948–2022), српски ратни злочинац
- Радослав Латал (рођен 1970), чешки фудбалер
- Радослав „Рашо“ Нестеровић (рођен 1976), словеначки кошаркаш
- Радослав Стојановић, професор права на Универзитету у Београду и бивши члан Оснивачког одбора Демократске странке

### Краљевство и племство
- Радослав Вишеславић, кнез Србије (р. 800–822)
- Радослав Градишнић кнез дукљански (р. 1146–48)
- Стефан Радослав (око 1192 – око 1234), краљ Србије од 1228. до 1233.
- Радослав Хлапен (фл. 1350–71), српски великаш
- Радослав Челник, војвода (војвода) сремски из 16. века

## Остало
- Радославово јеванђеље, рукопис српског писара из 1429. године